# Arhopala diardi
Arhopala diardi is een vlinder uit de familie van de Lycaenidae. De wetenschappelijke naam van de soort is voor het eerst geldig gepubliceerd in 1862 door Hewitson.